# Mellicta parthenoidemima
Mellicta parthenoidemima är en fjärilsart som beskrevs av Ruggero Verity 1939. Mellicta parthenoidemima ingår i släktet Mellicta och familjen praktfjärilar. Inga underarter finns listade i Catalogue of Life.